# Еліза Ріґаудо
Еліза Ріґаудо  (італ. Elisa Rigaudo, 17 червня 1980) — італійська легкоатлетка, олімпійська медалістка.

## Виступи на Олімпіадах
| Олімпіада  | Дисципліна      | Місце |
| ---------- | --------------- | ----- |
| Афіни 2004 | ходьба на 20 км | 6     |
| Пекін 2008 | ходьба на 20 км | 3     |